# Tromboelastogramma
Il tromboelastogramma è un esame clinico atto a valutare la coagulazione del sangue, misurando la velocità di formazione, l'elasticità e la velocità di retrazione del coagulo. 
Nel tracciato si misura la lunghezza della fase di retrazione: 
{\displaystyle (r=14-18mm)}, 
di quella di formazione del coagulo: 
{\displaystyle (k=6-8mm)}
e l'ampiezza massima (40mm).
L'esame valuta nel suo complesso la coagulazione del sangue e risulta alterato in presenza di deficit di uno o più dei fattori di coagulazione II, V, VII, IX, X, XI, XIII e/o del numero e della funzionalità delle piastrine.
L'esame viene eseguito tramite il tromboelastografo.